# Élections constituantes de 1945 en Charente
Les élections constituantes françaises de 1945 se déroulent le 21 octobre.

## Mode de scrutin
Les députés sont élus selon le système de représentation proportionnelle suivant la règle de la plus forte moyenne dans le département, sans panachage ni vote préférentiel.
Il y a 586 sièges à pourvoir.
Dans le département de la Charente, quatre députés sont à élire.

## Élus
Les quatre députés élus sont : 
| Député élu         | Parti | Parti |
| ------------------ | ----- | ----- |
| Jean Pronteau      |       | PCF   |
| Augustin Maurellet |       | SFIO  |
| Jacques Furaud     |       | MRP   |
| André Chabanne     |       | UDSR  |

## Résultats

### Résultats à l'échelle du département
| Parti    | Parti                                                                              | Tête de liste          | Résultats | Résultats | Sièges |  |
| Parti    | Parti                                                                              | Tête de liste          | Voix      | %         | Sièges |  |
| -------- | ---------------------------------------------------------------------------------- | ---------------------- | --------- | --------- | ------ |  |
|          | Parti communiste français                                                          | Jean Pronteau          | 36 517    | 23,82     | 1      |  |
|          | Section française de l'Internationale ouvrière                                     | Augustin Maurellet     | 28 669    | 18,70     | 1      |  |
|          | Mouvement républicain populaire                                                    | Jacques Furaud         | 24 368    | 15,90     | 1      |  |
|          | Union de la résistance                                                             | André Chabanne         | 20 721    | 13,51     | 1      |  |
|          | Rassemblement républicain (Diss. Parti républicain, radical et radical-socialiste) | Léonide Babaud-Lacroze | 18 536    | 12,09     | 0      |  |
|          | Radicale-socialiste                                                                | Raymond Réthoré        | 17 701    | 11,55     | 0      |  |
|          | Femmes de résistance républicaine                                                  | Mathilde Mir           | 6 770     | 4,42      | 0      |  |
|          |                                                                                    |                        |           |           |        |  |
| Inscrits | Inscrits                                                                           | Inscrits               | 203 908   | 100,00    | 4      |  |
| Votants  | Votants                                                                            | Votants                | 156 542   | 76,77     |        |  |
| Votants  | Votants                                                                            | Votants                | 3 260     | 2,08      |        |  |
| Exprimés | Exprimés                                                                           | Exprimés               | 153 282   | 97,92     |        |  |